# 黒島 (長崎県小値賀町)
黒島（くろしま）は、長崎県五島列島の小値賀島の南にある島である。北松浦郡小値賀町に属する。

## 概要
一般的に五島列島に含められることが多いが、長崎県では小値賀島も含めて平戸諸島の一部としている。なお、五島列島には、福江島の南にも同名の黒島がある。

五島列島

- 面積 - 0.24km2
- 人口 - 69人（2010年国勢調査）[1]

## 交通
- 小値賀町の航路の玄関口である笛吹港のすぐ前にあり、小値賀島と橋で繋がっている。町の中心部である笛吹郷から約1kmの距離である。

## 名所・観光スポット
- 島の中心部には石垣造りの展望台がある。